# Chłopiec zapalający świeczkę
Chłopiec zapalający świeczkę – obraz hiszpańskiego malarza pochodzenia greckiego Dominikosa Theotokopulosa, znanego jako El Greco.
Na początku lat siedemdziesiątych XVI wieku El Greco, podczas pobytu w Rzymie, zaczął tworzyć portrety. Być może w ten sposób pragnął zyskać sławę w Wiecznym Mieście. Pierwszym tematem jakiego się podjął był popularny temat chłopca przy świecy zwany El soplón. Motyw ten był często poruszany przez malarzy szkoły weneckiej a ukazywany był jako drugorzędny epizod. Wykorzystywali go w swoich dziełach m.in. Tycjan, Correggio czy Jacopo Bassano. El Greco korzystał z tych, ale jako pierwszy wydzielił ten motyw jako temat obrazu rodzajowego. Według teorii Jana Białostockiego inspiracją do tego dla malarza, mógł być opis Pliniusza w Historii naturalnej (XXXIV,79) gdzie opisał rzeźbę Lykiosa: „Chłopca rozdmuchującego gasnący obiad”.

## Opis obrazu
El Greco kilkakrotnie opracowywał motyw el soplón i stworzył kilka ich kopii. Do dziś zachowały się przynajmniej trzy wersje. Pierwszą wersją był obraz z Museo di Capodimonte z Neapolu. Powstał na zamówienie kardynała Alessandra Farnese’a. Przez wiele lat znajdował się w kolekcji rodziny Farnese. Artysta w bardzo oryginalny sposób podszedł do tematu. Przedstawił postać w dużym przybliżeniu do widza wykorzystując do tego szczególne oświetlenie oraz zastosował niski punkt obserwacyjny zwany we włoskiej sztuce sotto in sú.
El Greco stworzył przynajmniej dwie wersje Chłopca zapalającego świeczkę. Druga wersja, o podobnych wymiarach, do 2007 roku znajdowała się w prywatnej kolekcji Charlesa S. Paysona z Nowego Jorku. Wcześniej obraz znajdował się w kolekcjach w Paryżu (Dr. A.C. von Frey), Monachium (G. Caspari), Nowym Jorku (Fearon), Londynie (Thos. Agnew & Sons od 1923) i ponownie w Nowym Jorku (Sterner, Knoedler’s do 1928). W 2007 roku obraz został wystawiony na aukcji